# Revolte im Erziehungshaus
Revolte im Erziehungshaus è un film muto del 1930 diretto da Georg Asagaroff. La traduzione letterale del titolo in italiano è Rivolta nel riformatorio.
D'ispirazione socialista, il film venne girato nel 1929 ma, al momento della distribuzione nelle sale, non ottenne il visto di censura. L'uscita dovette essere rimandata fino al gennaio 1930 quando fu presentato con sostanziali tagli che ne snaturarono la forza drammatica, riducendolo a un qualsiasi dramma in costume.

## Produzione
Il film fu prodotto dalla Grohnert-Film-Produktion (Berlin).

## Distribuzione
Distribuito dall'Atlas-Filmverleih GmbH, uscì nelle sale cinematografiche tedesche l'8 gennaio 1930, presentato in prima a Berlino.